# Melonanchora globogilva
Melonanchora globogilva är en svampdjursart som beskrevs av Lehnert, Stone och Heimler 2006. Melonanchora globogilva ingår i släktet Melonanchora och familjen Myxillidae. Inga underarter finns listade i Catalogue of Life.